# Mōri Takachika
Mōri Takachika (毛利敬亲, , 5 de março de 1836 - 17 de maio de 1871) foi o 14º Daimyō do Domínio de Chōshū.

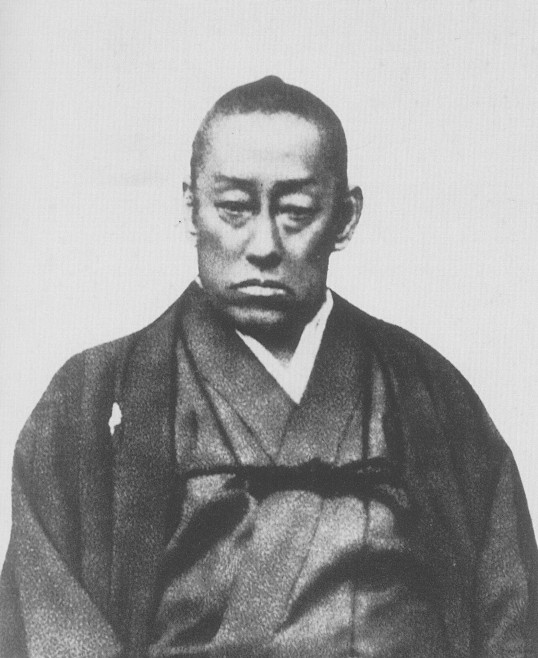
Mōri Takachika

Mais tarde, ele foi autorizado a usar um caractere do nome do shogun Tokugawa Ieyoshi e mudou seu nome para Yoshichika ( 庆亲 ). Seu domínio era um inimigo tradicional do xogunato Tokugawa, e tornou-se uma peça-chave na queda deste durante o Bakumatsu .
Era o filho de 12º  Daimyō Mōri Narimoto e de uma concubina.
Entre os seus vassalos estavam Murata Seifū, Tsuboi Kuemon e Sufu Masanosuke.
Durante seu governo ocorreram os seguintes eventos: a Campanha de Shimonoseki (1863 - 1864) , o Ikedaya Jiken (1864) , a Rebelião Hamaguri (1864) , o Primeira Expedição a Chōshū e Segunda Expedição a Chōshū (1864), a Aliança Satchō (1866) e na Guerra Boshin (1868-1869) .
Takachika foi o primeiro Daimyō a entregar suas terras ao imperador durante a abolição do sistema han .
| Precedido por Mōri Narinaga | Líder do Clã Mōri Mōri Takachika 1836 - 1871    | Sucedido por Mōri Sadahiro |
| Precedido por Mōri Narinaga | 14º Daimyō de Chōshū Mōri Takachika 1836 - 1871 | Sucedido por fim           |